# 南卡倫加斯山
46°33′51″N 9°30′06″E / 46.5641°N 9.5016°E

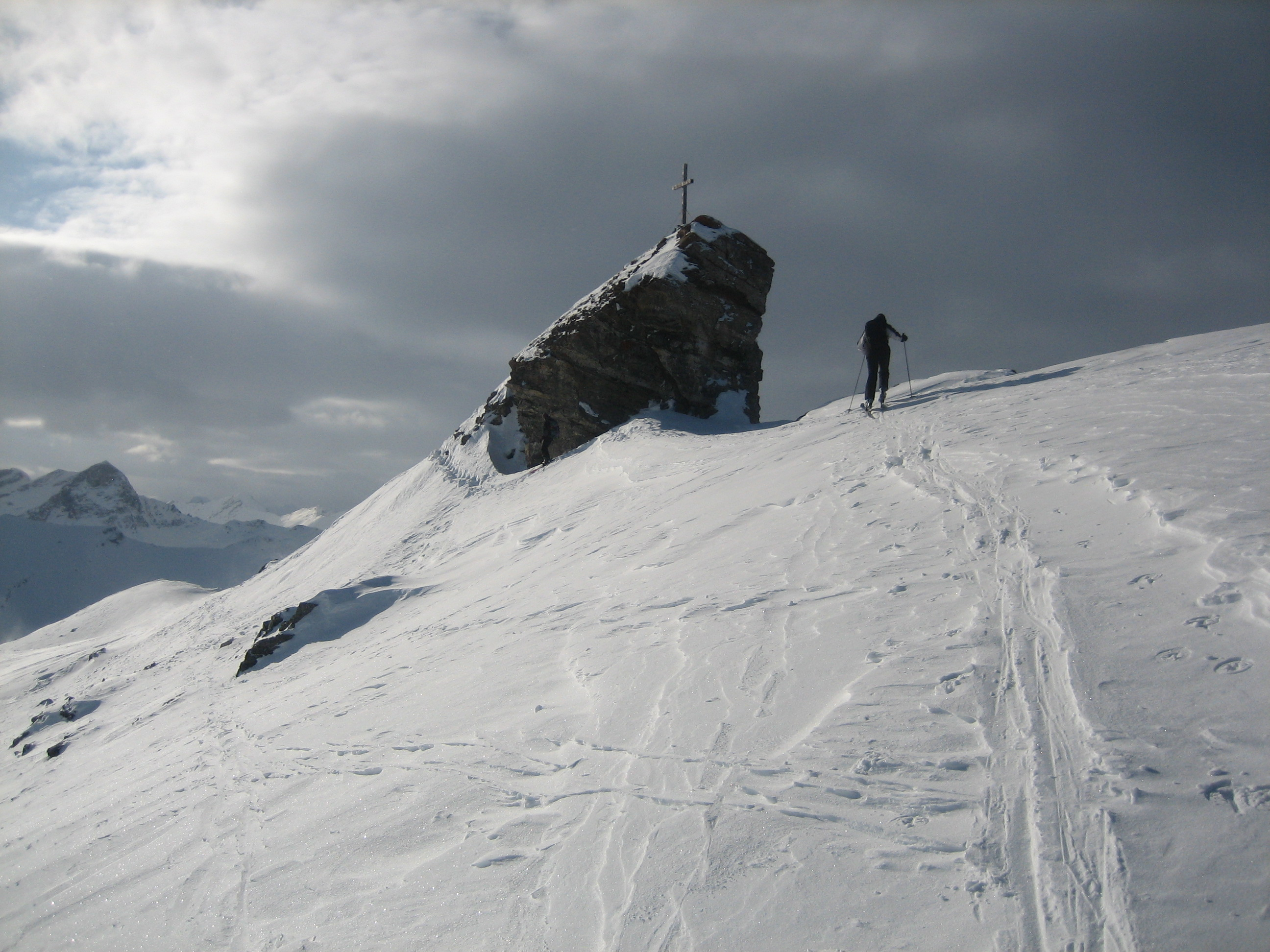

南卡倫加斯山（Sur Carungas），是瑞士的山峰，位於該國東南部，由格勞賓登州負責管轄，屬於上哈爾布施泰因阿爾卑斯山脈的一部分，距離古爾舒斯峰0.8公里，海拔高度2,829米，每年平均降雨量1,729毫米。